# Czubin
Czubin je vesnice v Polsku nacházející se ve Mazovském vojvodství, v okrese Pruszków, v gmině Brwinów.
V letech 1975–1998 vesnice náležela administrativně do Varšavského vojvodství.